# Félix Standaert
Félix Stanislas Octave Marie Joseph Standaert (Kalmthout, 26 maart 1922 - Sint-Pieters-Woluwe, 2006) was een Belgisch diplomaat.

## Levensloop
Félix Standaert studeerde aan de Katholieke Universiteit Leuven, waar hij tot doctor in de rechten promoveerde.
Van 1950 tot 1953 was hij ambassadesecretaris derde klasse in Bonn en van 1953 tot 1956 ambassadesecretaris tweede klasse in Warschau. Nadien werd hij consul-generaal in Bombay en Chicago. In 1963 werd Standaert ambassadeur in Kigali. Hij volgde militair vertegenwoordiger Guillaume Logiest op. In 1967 was hij adviseur op de ambassade in Rome.
Van 1969 tot 1973 was hij ambassadeur in Tunis, van 1977 tot 1980 bij de Heilige Stoel, van 1982 tot 1984 in Athene en van 1986 tot 1987 in Stockholm.
Standaert was tevens lid van de Coudenberggroep, een federalistische denktank.